# Kepler-34
Kepler-34 è una stella binaria a eclisse situata nella costellazione del Cigno distante 4900 anni luce dal sistema solare. Le due componenti sono entrambe di tipo spettrale G e hanno circa la stessa massa e raggio del Sole. Nel gennaio del 2012 è stata annunciata la scoperta di un pianeta circumbinario orbitante attorno alle due stelle, Kepler-34 (AB)b.
Le due stelle ruotano una attorno all'altra in un periodo di 27,8 giorni, separate da 0,22 UA. La loro massa è rispettivamente 1,05 e 1,02 volte quella del Sole e i loro raggi sono simili, 1,16 e 1,09 R⊙ rispettivamente. La temperatura superficiale è sotto i 6000 K, anche se un poco superiore a quella del Sole.

## Sistema planetario
Il pianeta ha un quinto della massa e il 76% del raggio di Giove, e come esso è un gigante gassoso. Orbita in 289 giorni ed è circumbinario alle due stelle, a poco più di 1 U.A. di distanza circa.

### Prospetto del sistema planetario
| Pianeta | Tipo            | Massa   | Raggio   | Periodo orb.   | Sem. maggiore | Eccentricità | Scoperta |
| ------- | --------------- | ------- | -------- | -------------- | ------------- | ------------ | -------- |
| b       | Gigante gassoso | 0,22 MJ | 0,764 rJ | 288,822 giorni | 1,0896 UA     | 0,182        | 2012     |